# Cabo Kormakitis
El Cabo Kormakitis (en turco: Koruçam Burnu; en griego: Ακρωτήριο Κορμακίτη, Akrotírio Kormakíti) es un promontorio en la costa noroccidental de la isla mediterránea de Chipre, situada en la autoproclamada República Turca del Norte de Chipre un territorio independiente de facto, que Chipre reclama como propio. El nombre del cabo viene de la aldea maronita cercana del mismo nombre, el cabo marca el punto más septentrional de la bahía Morphou. La ciudad costera más cercana a Cabo Kormakitis es Kyrenia.